# Gonzalo Bressan
Gonzalo Bressan (Córdoba, 16 de noviembre de 2001) es un jugador de baloncesto argentino con nacionalidad italiana que actualmente juega en Olímpico de la Liga Nacional de Básquet de Argentina. Con 2,10 metros de altura juega en la posición de pívot. Es internacional con la selección de baloncesto de Argentina.

## Trayectoria deportiva
Bressan es un pívot argentino formado en la cantera del CAB Estepona durante 10 temporadas, con el que llegó a jugar en la liga Nacional durante la temporada 2019-20.
El 13 de agosto de 2020, firma por el Covirán Granada de la Liga LEB Oro, pero tendría ficha con el CB La Zubia, filial del conjunto granadino. Con el CB La Zubia de liga EBA promedió 11,6 puntos, 7 rebotes, 1 asistencia y 1 robo por partido.
Con el Covirán Granada durante la temporada 2020/2021, en LEB oro, disputó 15 partidos.
En agosto de 2021, firma por el Valencia Basket "B" de la Liga LEB Plata.
En su primer año en LEB Plata de Valencia Basket, promedió 11,3 puntos, 5,4 rebotes, 1,7 asistencias y 0,7 robos por partido, en 25,08 minutos de promedio, obteniendo una valoración promedio de 18,8 llegando a disputar una de las finales por el ascenso a LEB Oro.
Durante la temporada 2021/2022, debutó en el equipo ACB de Valencia Basket, disputando 4 encuentros oficiales en Liga Endesa, 1 en Supercopa ACB y 2 en Eurocup.
El 26 de agosto de 2022, firma por el CB L'Horta Godella de la Liga LEB Plata, en calidad de cedido por Valencia Basket.
En su segundo año en LEB Plata jugando para CB L'Horta Godella, equipo vinculado al Valencia Basket, promedió 13,3 puntos, 5,2 rebotes, 2,2 asistencias y 0,8 robos por partido, en 24:24 minutos de promedio, obteniendo una valoración promedio de 16,8 y llegando a disputar los 1/8 de final de Play-offs.
Durante la temporada 2022/2023, fue convocado a 5 partidos de ACB con el Valencia Basket, disputando minutos en 2 de ellos.
El 25 de julio de 2023 ficha por el CB Amics del Basquet Castelló de la liga LEB Oro, para disputar la temporada 2023/2024.
Durante la temporada 2023/2024, jugando para el Amics del Basquet Castelló de la liga LEB Oro, disputa los 34 encuentros de la liga regular, promediando 9,4 puntos, 5,1 rebotes, 1,7 asistencias y 0,7 robos por partido, en 23:38 minutos de promedio, obteniendo una valoración media de 12,6.
El 28 de junio de 2024, firma por el HLA Alicante de la liga Primera FEB (antigua LEB Oro), para disputar la temporada 2024-25. Aunque jugó 32 partidos de liga regular y 4 de la Copa España de Baloncesto, su promedio de minutos en cancha por partido fue de 11.43, ya que actuó como relevo de Kevin Larsen. Cerró la temporada con promedios de 3,4 puntos y 2,3 rebotes.
El 10 de julio de 2025, firma por el Club Ciclista Olímpico de La Banda para disputar la temporada 2025-26 de la Liga Nacional de Básquet de Argentina, siendo su primera experiencia profesional fuera de España.

## Internacional
Bressan representó internacionalmente a su país a nivel juvenil, disputando el Campeonato FIBA Américas Sub-16 de 2017 y el Campeonato Mundial de Baloncesto Sub-17 de 2018.
Hizo su debut oficial con la selección absoluta de Argentina el 17 de agosto de 2023 en un partido que terminó en derrota ante Bahamas, jugado en el marco de los Torneos de Preclasificación Olímpica FIBA 2023.
En febrero de 2024 es convocado a las ventanas clasificatorias a la AMERICUP 2025, disputando dos encuentros ante la Selección de Chile. El primero en Mar del Plata (Argentina) con victoria y el segundo en Valdivia (Chile) con derrota. En ambos disputó minutos, promediando entre ambos encuentros 1 punto y 1,5 rebotes en 3,7 minutos.
En noviembre de 2024 es convocado a las ventanas clasificatorias a la AMERICUP 2025, disputando dos encuentros en la ciudad de Mar Del Plata, ante Venezuela y Colombia, ambos con victorias. En dichos encuentros promedió 13,56 minutos, 2,5 rebotes, 2 asistencias y 3 de valoración.
En febrero de 2025 es convocado a las ventanas clasificatorias a la AMERICUP 2025, disputando un encuentro en la ciudad de Cali, ante Colombia. En dicho encuentro disputó 12,02 minutos ,anotando 2 puntos, con 6 rebotes, 1 asistencia, 1 tapón y 6 de valoración. Clasifica a la AMERICUP 2025, a disputarse en Managua, habiendo participado en las 3 ventanas clasificatorias.